# Poul Kiærskou
Poul Kiærskou (født 7. december 1954 i Holstebro) er en dansk officer.
Han blev menig 1973 og sergent 1974, blev 1974 optaget på Hærens Officersskole, hvorfra han afgik som premierløjtnant 1978. Kiærskou var 1978-82 først næstkommanderende og siden chef for kampvogns- og opklaringseskadroner ved Jydske Dragonregiment og var 1982-85 operationsofficer ved Stab Jyske Division. 1983 blev han kaptajn og 1982 og 1985-86 gennemførte han Føringskursus I og Stabskursus I. 1986-88 var han sagsbehandler i Planlægningsafdelingen under Forsvarsstaben, blev i mellemtiden major 1987 og 1988-90 adjudant for Forsvarschefen. 1990-91 var han chef for Operationssektionen ved 3. Jyske Brigade, blev oberstløjtnant 1991, var 1991-92 chef for en panserbataljon under Jydske Dragonregiment og 1992-94 leder af Faggruppe Landoperationer under Forsvarsakademiet. 1994-95 gik Kiærskou på NATO Defence College, blev 1995 oberst og var indtil 1997 chef for Forsvarsstabens Planlægningsafdeling og dernæst indtil 2000 Military Assistant ved IMS.
2000 blev han kommandør for Nordic-Polish Battlegroup, SFOR i Bosnien-Hercegovina og var indtil 2002 chef for DeMars Kompetencecenter, projektorganisationen, Forsvarsstaben. 2002 blev han generalmajor og var indtil 2009 chef for Hærens Operative Kommando. Siden 2009 har Kiærskou været midlertidig generalløjtnant og Assistant Chief of Staff Capabilities ved Supreme Allied Command Transformation og chef for DAMIREP, den permanente danske repræsentation i NATOs militærkomité.

## Dekorationer
- Kommandør af Dannebrogordenen (2003)
- Hæderstegnet for god tjeneste ved hæren
- Den lettiske NATO medalje
- NATO-medalje